# Bni Boufrah
Bni Boufrah (franska: Bni Boufrah (CR), Bni Boufrah (Commune Rurale), arabiska: بني بوفراح) är en kommun i Marocko.   Den ligger i provinsen Al Hoceïma och regionen Tanger-Tétouan-Al Hoceïma, i den nordöstra delen av landet, 260 km nordost om huvudstaden Rabat. Antalet invånare är 10 298.